# 하인츠 케슬러
하인츠 케슬러(Heinz Keßler, 1920년 1월 26일 – 2017년 5월 2일)는 동독의 독일 공산주의 정치인이자 군인이었다.
그의 군 경력은 제2차 세계 대전 중 나치 독일의 무장 군대인 독일 국방군에 징집되면서 시작되었다. 공산주의 신념 때문에 그는 독일 국방군을 탈영하고 동부 전선에서 소련을 위해 싸웠다. 동독으로 돌아온 후, 1956년 동독 국가인민군 (Nationale Volksarmee)이 창설되자 군에 입대했다. 이후 그는 육군대장 계급으로 동독의 국방장관을 지냈고, 독일 사회주의통일당 (SED) 중앙위원회의 정치국 위원이었으며, 동독의 인민의회 의원이었다.
베를린 장벽을 따라 동독을 탈출하려는 이들의 죽음에 대한 역할로 유죄 판결을 받은 그는 독일의 재통일 후 7년 6개월의 징역형을 선고받았고, 하켄펠데 교도소에서 복역했다. 그는 2년만 복역한 후 1998년에 석방되었다.

## 생애

### 초기 생애

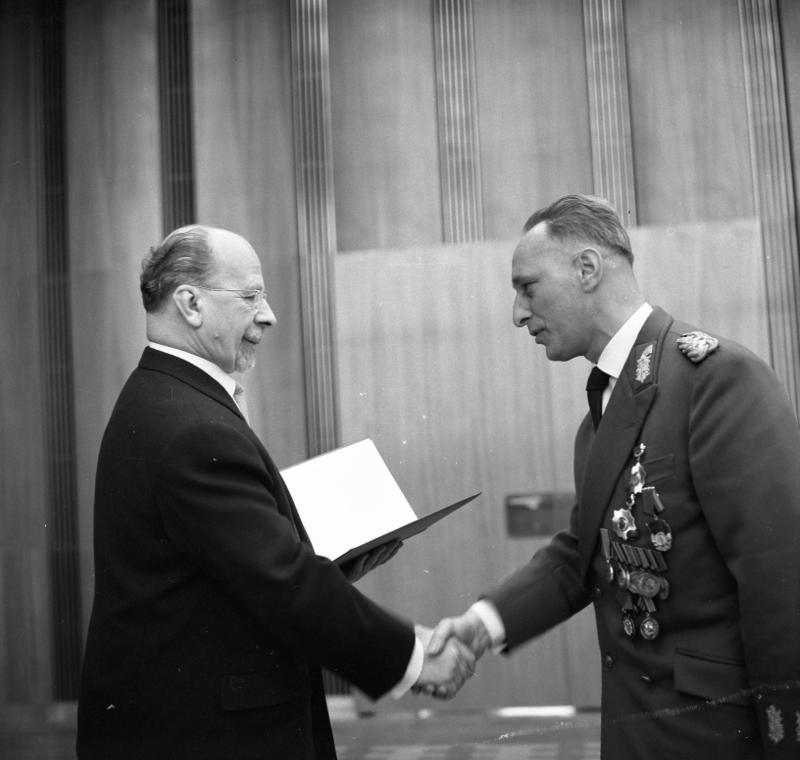
상급대장 케슬러(오른쪽)와 발터 울브리히트 (1966년)

케슬러는 라우반, 저지 실레시아 주의 공산주의 가정에서 태어나 켐니츠에서 자랐다. 그는 6세에 독일 공산당 (KPD)의 청년 조직인 붉은 청년 개척단에 가입했고, 10세에는 청년 스파르타쿠스 연맹에 가입했다. 그는 나중에 자동차 정비공으로 도제 훈련을 받았다.

### 군사 경력
1940년 독일 국방군에 징집된 그는 독일의 소련 침공 3주 후 탈영하여 소련 붉은 군대로 전향했으며 전쟁이 끝날 때까지 소련을 위해 싸웠다. 그가 탈영하자 군사재판에서 궐석 사형을 선고받았고 그의 어머니는 체포되어 라벤스브뤼크 강제 수용소에 수감되었다. 그는 전쟁이 끝난 직후인 1945년 6월이 되어서야 그녀를 다시 만났는데, 그는 그 재회를 그의 삶에서 "가장 파란만장하고 아름다운 날" 중 하나로 여겼다.
1945년 독일로 돌아온 케슬러는 소련 점령지에서 KPD에 가입했으며, 이 당은 1946년 소련 점령지에서 사회민주당 (SPD)과 합병하여 SED를 형성했다. 또한 1946년에 케슬러는 SED 중앙위원회 위원이 되었다.
그는 1956년 국가인민군의 공군 및 방공 사령관 (Luftstreitkräfte/Luftverteidigung)으로 임명되었고, 1957년에는 국방부 차관으로 임명되었다. 그는 1967년 상급대장 계급으로 국가인민군 참모총장 (Hauptstab – General Staff)이 되었다. 동시에 그는 바르샤바 조약 기구 통합 고등 사령부의 군사 평의회 위원도 되었다.
케슬러는 전임자인 하인츠 호프만 육군대장이 심장마비로 사망한 후 1985년 12월 3일 국가인민군 주 정치행정처장 (Chef der Politischen Hauptverwaltung)에서 국방장관 (육군대장 계급)으로 승진했다.

### 유죄 판결과 수감
1991년, 독일의 통일 이후, 경찰이 케슬러가 소련 장교로 위장하여 나라를 탈출하려 한다는 정보를 입수하자 케슬러는 체포되었다. 독일 경찰은 케슬러의 탈출을 막기 위해 슈페렌베르크 비행장을 봉쇄했지만, 나중에 그의 집 자물쇠를 바꾸고 그에게 지역 경찰서에서 열쇠를 찾을 수 있다고 알린 후 베를린에서 그를 체포했다.
그는 1971년부터 1989년 사이에 동독을 탈출하려 했던 사람들의 죽음에 대한 역할로 고살 선동 혐의로 독일 법원에서 재판을 받았다. 1993년 9월 16일, 케슬러는 고살 혐의로 유죄 판결을 받았고 7년 6개월의 징역형을 선고받았다.
케슬러는 자신의 행동이 동독 법에 따랐으며 동독의 존재를 보존하기 위한 것이었다고 주장하며 유럽인권법원에 항소했다. 그러나 그의 항소는 동독의 정책이 국제 인권을 침해했다는 점에 주로 근거하여 기각되었다.
케슬러는 1996년 11월부터 1998년 10월까지 베를린 하켄펠데 교도소에서 형을 복역했으며 조기 석방되었다.
케슬러는 1990년 민주사회당 (SED)에서 제명되었다. 2009년에는 독일 공산당 (DKP)에 가입했다. 그는 2011년 베를린 주의회 선거에서 DKP 후보로 출마했으나 낙선했다. 케슬러는 2017년 5월 2일 97세의 나이로 사망했다.

## 내용주
1. 1 2 3 4  Smale, Alison (2017년 5월 8일). “동독 군부를 이끌었던 하인츠 케슬러, 97세로 사망”. 《뉴욕 타임스》.
2. 1 2  Hall, Allan (2009년 11월 9일). “베를린 장벽 기념일: 전 슈타지 요원, 공산주의 붕괴에 '역겨움' 느껴”. 《데일리 텔레그래프》.
3. 1 2  Kellerhoff, Sven Felix (2017년 5월 4일). “하인츠 케슬러 †: 이 장군은 동독의 화신이었다”. 《디 벨트》 (독일어). 2020년 9월 14일에 확인함.
4. ↑  Flow, V.B.. "A New Defense Minister for the GDR." December 23, 1985.http://files.osa.ceu.hu/holdings/300/8/3/text/27-2-197.shtml (accessed September 8, 2007).
5. ↑  Maume, Chris (2017년 5월 7일). “하인츠 케슬러, 부고: 동독의 마지막 국방장관”. 《인디펜던트》. 2022년 5월 9일에 원본 문서에서 보존된 문서.
6. ↑  Tagliabue, John (1991년 5월 22일). “동독 전직 관리 4명 체포”. 《뉴욕 타임스》.
7. ↑  Registry of the European Court of Human Rights. JUDGMENTS IN THE CASES OF STRELETZ, KESSLER AND KRENZ v. GERMANY AND K.-H. W. v. GERMANY. Strasbourg: Registry of the European Court of Human Rights, 22 March 2001.
8. ↑  biography 프리드리히 에베르트 재단 (독일어)
9. ↑  “전 동독 국방장관 하인츠 케슬러 97세로 사망 | 스타 트리뷴”. 《스타 트리뷴》. 2017년 5월 4일에 원본 문서에서 보존된 문서. 2017년 5월 4일에 확인함.
10. ↑  “끝까지 철옹성 같은 이념: 동독 국방장관 하인츠 케슬러 사망 - Nordkurier.de” [끝까지 철옹성 같은 이념: 동독 국방장관 하인츠 케슬러 사망]. 《노르트쿠리어》 (독일어). 2017년 5월 4일.

1. ↑  1950년까지 당 집행위원회